# Cheri, Cheri Lady
"Cheri, Cheri Lady" là đĩa đơn duy nhất từ album thứ hai của Modern Talking, Let's Talk About Love.

## Danh sách bản nhạc
Đĩa đơn 7"
1. "Cheri, Cheri Lady" – 3:45
2. "Cheri, Cheri Lady" (Instrumental) – 3:37

Đĩa đơn maxi 12"
1. "Cheri, Cheri Lady" (Special Dance Version) – 4:52
2. "Cheri, Cheri Lady" (Instrumental) – 3:37

## Bảng xếp hạng

### Bảng xếp hạng hàng tuần
| Bảng xếp hạng (1985–1986)          | Vị trí cao nhất |
| ---------------------------------- | --------------- |
| Áo (Ö3 Austria Top 40)             | 1               |
| Bỉ (Ultratop 50 Flanders)          | 3               |
| Đan Mạch (IFPI)                    | 3               |
| Châu Âu (European Hot 100 Singles) | 8               |
| Phần Lan (Suomen virallinen lista) | 1               |
| Pháp (SNEP)                        | 18              |
| Hy Lạp (IFPI)                      | 1               |
| Ý (Musica e dischi)                | 15              |
| Hà Lan (Dutch Top 40)              | 10              |
| Hà Lan (Single Top 100)            | 8               |
| Na Uy (VG-lista)                   | 1               |
| Nam Phi (Springbok Radio)          | 13              |
| Tây Ban Nha (AFYVE)                | 1               |
| Thụy Điển (Sverigetopplistan)      | 3               |
| Thụy Sĩ (Schweizer Hitparade)      | 1               |
| Tây Đức (Official German Charts)   | 1               |

### Bảng xếp hạng cuối năm
| Bảng xếp hạng (1985)             | Vị trí |
| -------------------------------- | ------ |
| Bỉ (Ultratop 50 Flanders)        | 23     |
| Hà Lan (Dutch Top 40)            | 85     |
| Hà Lan (Single Top 100)          | 86     |
| Thụy Sĩ (Schweizer Hitparade)    | 21     |
| Tây Đức (Official German Charts) | 18     |

### Chứng nhận và doanh số
| Quốc gia                                                                           | Chứng nhận | Số đơn vị/doanh số chứng nhận |
| ---------------------------------------------------------------------------------- | ---------- | ----------------------------- |
| Pháp (SNEP)                                                                        | Bạc        | 250.000*                      |
| Đức (BVMI)                                                                         | Vàng       | 500.000^                      |
| * Chứng nhận dựa theo doanh số tiêu thụ. ^ Chứng nhận dựa theo doanh số nhập hàng. |            |                               |

## "Cheri, Cheri Lady '98"
"Cheri, Cheri Lady '98" là đĩa đơn thứ tư từ album thứ bảy của Modern Talking, Back for Good kết hợp với rapper Eric Singleton. "Cheri, Cheri Lady '98" là một phiên bản mở rộng và làm lại từ phiên bản gốc nổi tiếng "Cheri, Cheri Lady" năm 1985.

### Danh sách bài hát
- "Cheri, Cheri Lady '98" – 3:04
- "Cheri, Cheri Lady '98" (Extended Version) – 4:26